# Alfred G. Świerk
Alfred Gerard Świerk (* 30. Juli 1931 in Świętochłowice; † 25. Juli 2022 in Mainz) war ein polnischer Buchwissenschaftler.

## Leben
Świerk studierte Philosophie und Theologie in Krakau (Mag. theol.) und Geschichte in Breslau, wo er 1964 zum Dr. phil. promovierte. Seit 1968 ist er Assistent und seit 1971 Assistenzprofessor am Institut für Buchwesen (heute: Buchwissenschaft) an der Universität Mainz, zudem war er 1983 Professor für Buch- und Bibliotheksgeschichte an der Fachhochschule Hannover. Von 1984 bis 1994 arbeitete er als Professor für Buch- und Bibliothekskunde an der Universität in Erlangen.

## Schriften (Auswahl)
- Średniowieczna biblioteka klasztoru kanoników regularnych SW. Augustyna w Żaganiu. Wrocław 1965, OCLC 320091685.
- (Hrsg.): Beiträge zur Geschichte des Buches und seiner Funktion in der Gesellschaft. Festschrift für Hans Widmann zum 65. Geburtstag am 28. März 1973. 1. Auflage, Stuttgart 1974, ISBN 3-7772-7412-7.
- Zur sozialistischen Theorie und Praxis des Buchwesens in Osteuropa.  Wiesbaden 1981, ISBN 3-920153-79-0.